# Abdülaziz Demircan
Abdülaziz Demircan (sinh ngày 5 tháng 2 năm 1991 ở Turkey) là một cầu thủ bóng đá người Thổ Nhĩ Kỳ từ Diyarbakır. Anh hiện tại thi đấu ở vị trí thủ môn cho Dalkurd tại Allsvenskan